# ウォルドーフ・アストリア・ホテルズ&リゾーツ
ウォルドーフ・アストリア・ホテルズ&リゾーツ（英語: Waldorf Astoria Hotels & Resorts）は、ヒルトン・ワールドワイドのラグジュアリーホテル及びリゾートホテルブランドである。かつての名称は「ウォルドーフ・アストリア・コレクション」であった。
ヒルトンのブランド内において最上位のフラッグシップブランドとして位置づけられ、最高水準の施設とサービスを提供するホテルで使用されている。2019年12月31日現在、15の国と地域に32店舗9,821室があり、そのうち2店舗463室が所有直営またはリース方式で、残りの30店舗9,358室はマネジメント・コントラクト方式で管理されている。

## 歴史
2006年1月、ヒルトン・ホテルズ・コーポレーション（現：ヒルトン・ワールドワイド）は、ニューヨーク市の高級ホテル「ウォルドルフ＝アストリア」にちなんだウォルドーフ・アストリア・コレクションと呼ばれる高級ホテルチェーンを立ち上げることを発表した。
2009年7月、ダコタ マウンテン ロッジがユタ州パークシティに開業。後に「ウォルドーフ・アストリア・パークシティ」となる。初のスキーリゾートである。
2014年1月、ウォルドーフ・アストリア・ドバイ・パーム・ジュメイラがドバイのパーム・ジュメイラにオープンした。
2014年10月、ヒルトン・ワールドワイドは、ニューヨークのウォルドルフ＝アストリアを中国の安邦保険集団に19億5000万ドルで売却することを発表した。ヒルトングループは、100年間の管理契約の下でホテルを運営し続けている。

## 日本での展開
2020年10月27日、ヒルトンは三井不動産とのホテルのブランディング/マネジメント契約の締結を行ったと発表した。ホテル名は「ウォルドーフ・アストリア東京日本橋」（東京都中央区日本橋）となり、日本橋一丁目中地区第一種市街地再開発事業における複合施設の39階～47階にて2026年に開業する予定。
2021年11月24日、ヒルトンはオリックス不動産との運営委託契約を締結し、グラングリーン大阪（うめきた2期エリア）のパークタワーの2階及び28階～38階に「ウォルドーフ・アストリア大阪」（大阪府大阪市北区）を2025年上期に開業させると発表した。先述の東京日本橋よりも遅い発表となったが、2025年4月3日に開業し大阪がウォルドーフ・アストリアの日本初進出となった。